# Ozola concreta
Ozola concreta är en fjärilsart som beskrevs av Louis Beethoven Prout 1931. Ozola concreta ingår i släktet Ozola och familjen mätare. Inga underarter finns listade i Catalogue of Life.